# Stanisław Lindberg

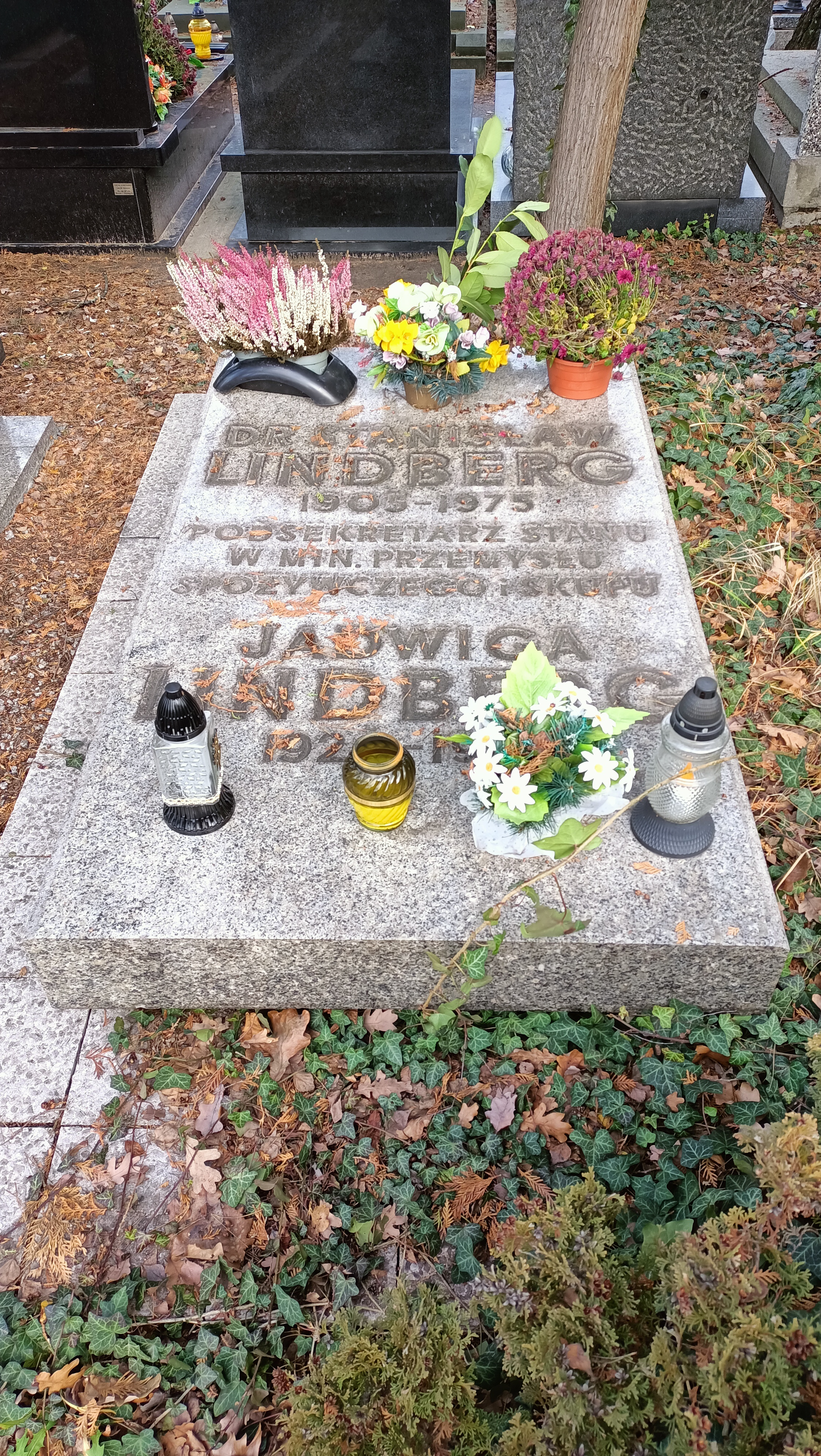
Grób Stanisława Lindberga na Cmentarzu Wojskowym na Powązkach

Stanisław Lindberg (ur. 23 maja 1905 w Krakowie lub Kołomyi, zm. 21 kwietnia 1975) – polski działacz partyjny i państwowy oraz prawnik narodowości żydowskiej, doktor nauk prawnych, podsekretarz stanu w Ministerstwie Skupu (1956–1957) i Ministerstwie Przemysłu Spożywczego i Skupu (1957–1969).

## Życiorys
Syn Ignacego i Marii. W 1930 ukończył studia prawnicze na Uniwersytecie Jagiellońskim i Szkołę Nauk Politycznych przy tym wydziale. Pracował jako korepetytor, w kancelarii adwokackiej i sądzie w Kołomyi, w 1933 doktoryzował się w zakresie prawa administracyjnego. We wrześniu 1939 uciekł z Krakowa na wschód, przebywał w Kołomyi i Gwoźdźcu, pracując w Oddziale Rolnym Miejskiego Komitetu Wykonawczego, szkole dla dorosłych i kolegium obrońców. Od 1941 do 1942 służył w Armii Czerwonej, następnie przebywał w Tadżykistanie, gdzie pracował w fabryce tkackiej, awansując do stanowiska wicedyrektora ds. produkcji. We wrześniu 1945 podjął pracę w ambasadzie PRL w Moskwie, gdzie uczestniczył w negocjacji umowy morskiej oraz kierował wydziałem prawnym placówki.
W 1947 powrócił do Polski, podejmując pracę w biurze prawnym Ministerstwa Aprowizacji i Handlu. Od 1947 członek Polskiej Partii Robotniczej, następnie w Polskiej Zjednoczonej Partii Robotniczej. Od 1951 do 1953 wiceprezes Centralnego Urzędu Skupu i Kontraktacji. Następnie zajmował stanowiska dyrektora generalnego (kwiecień 1953 – luty 1956) i podsekretarza stanu w Ministerstwie Skupu (luty 1956 – marzec 1957) oraz podsekretarza stanu w Ministerstwie Przemysłu Spożywczego i Skupu (marzec 1957 – styczeń 1969). W latach 1960–1975 kierował rządowym Zespołem ds. Chłodnictwa, a w latach 1967–1968 był pełnomocnikiem rządu ds. zabezpieczenia magazynowania zbóż.
Został pochowany na Cmentarzu Wojskowym na Powązkach.